# Золотобородник цицаниевидный
Золотобородник цицаниевидный (лат. Chrysopogon zizanioides) — травянистое растение, вид рода Золотобородник (Chrysopogon) семейства Злаки (Poaceae), происходящее из Индии (где обычно именуется хус-хус). Культивируется также в Китае, Японии, Бразилии, на Яве, Гаити и Реюньоне ради получаемого из его корней эфирного ветиверового масла. В парфюмерии растение больше известно под обиходным названием ветивер или под синонимами ветиверия цицаниевидная (лат. Vetiveria zizanioides) или ветиверия душистая (лат. Vetiveria odorata). Также в синонимику входит название бородачевник растопыренный (лат. Andropógon squarrósus).

## Этимология
Латинский видовой эпитет zizanioides образован от названия растения Zizania (Цицания, или Водяной рис) и суффикса -oides, означающий «подобный» или «похожий на», «имеющий форму». Таким образом, эпитет переводится как «цицаенивидный» или «цицанеподобный». 
Слово «ветивер» происходит от там. வெட்டிவேர் (veṭṭivēr), что означает «корень, который выкапывают», через французское vétyver.
В Северной Индии его также называют khus («трава»).

## Описание
Травянистое злакоподобное растение, высотой до 150 см, образует заросли такой же ширины. При благоприятных условиях прямые стебли могут достигать 3 м в высоту. Стебли прямые и жёсткие, высокие. Они могут выдерживать сильное течение воды. Погружённым в пресную воду растение может выживать до двух месяцев. 
Корневая система ветивера тонко структурирована и очень крепка. Она может вырасти на 3–4 м  в глубину в течение первого года. У ветивера нет ни столонов, ни корневищ. Благодаря всем этим характеристикам растение ветивер очень засухоустойчиво и может помочь защитить почву от эрозии слоя. В случае отложения осадка новые корни могут вырасти из заглубленных узлов . В отличие от большинства злаков, которые образуют поверхностную ползучую корневую систему, корни растут вниз на 2–4 м в глубину. Побеги растут пучками из глубокой подземной корневой системы, что делает растение устойчивым к колебаниям температуры и пожарам, а также позволяют ему выдерживать сильное давление выпаса.
Листья листья длинные, тонкие и довольно жёсткие, они могут достигать 300 см в длину и 8 мм в ширину.  
Цветки коричневато-фиолетовые. Метелки имеют длину 15–30 см и имеют мутовчатые. Колоски парные, и есть три тычинки.

## Использование

### Борьба с эрозией
Благодаря густой корневой системе ветивер высаживают везде, где существует угроза эрозии почвы. Корни также поддерживают влажность почвы и могут в определенной степени очищать ее от токсинов. Поэтому в Юго-Восточной Азии ветивер высаживают как для улучшения почвы, так и в качестве ограждения полей.
Корни ветивера растут почти исключительно вниз, на 2–4 м , что глубже, чем корни некоторых деревьев. Это делает ветивер прекрасной стабилизирующей изгородью для берегов ручьев, террас и рисовых полей , а также защищает почву от пластовой эрозии. Корни прикрепляются к почве, поэтому она не может сместиться. Ветивер использовался для стабилизации железнодорожных выемок/насыпей в геологически сложных ситуациях в попытке предотвратить оползни и камнепады, такие как железная дорога Конкан в западной Индии. Растение также проникает в уплотненные почвы и разрыхляет их. 
Начиная с 1990 года Всемирный банк содействовал использованию травы ветивера фермерами для управления почвой и водными ресурсами в таких странах, как Индия, Непал, Таиланд и Нигерия. Ветивер был рекомендован для борьбы с эрозией в Таиланде покойным королем Пхумипоном. 

### Снижение стока и сохранение водных ресурсов
Густо растущие стебли помогают блокировать поверхностный сток воды. Это замедляет поток воды и увеличивает количество, поглощаемое почвой (инфильтрация). Он может выдерживать скорость воды до 5 метров в секунду. Мульча из ветивера увеличивает инфильтрацию воды и уменьшает испарение , тем самым защищая почвенную влажность в жарких и сухих условиях. Мульча также защищает от эрозии брызг . 
В западноафриканских регионах, таких как Мали и Сенегал, корни ветивера традиционно использовались для уменьшения размножения бактерий в кувшинах и банках с водой. В Индонезии корни ветивера широко используются в производстве ароматных ковриков. На Филиппинах и в Индии корни плетут, чтобы сделать ароматные веера, называемые «веерами из сандалового корня».

### В парфюмерии
Во время правления Харша индийский город Каннаудж стал крупнейшим центром торговли ароматическими веществами, и впервые был введён налог на ветивер.
Ветиверовое масло очень плотное и тяжёлое. Используется в ароматерапии для расслабления и успокоения эмоций (о чём упоминается ещё в средневековых тамильских трактатах). В современной парфюмерии интерес к аромату проснулся после того, как в 1959 году французская фирма Guerlain выпустила мужской парфюм Vétiver.
Аромат ветивера описывают как землистый, древесный, с нотами трав и пряностей, сочетающий «свежесть цитрусовых и сладость цветов, с добавлением глубоких и насыщенных нот древесины и пряностей». Ветиверовое масло ценится парфюмерами за стойкость аромата и за его изысканный шлейф.

## Таксономия
Ветивер наиболее тесно связан с сорго, а также имеет много общих морфологических характеристик с другими душистыми злаками, такими как Cymbopogon citratus, Cymbopogon nardus, C. winterianus  и Cymbopogon martinii.

### Синонимы
По данным The Plant List на 2010 год, в синонимику вида входят:
- Agrostis verticillata Lam., nom. illeg.
- Anatherum muricatum (Retz.) P.Beauv.
- Anatherum zizanioides (L.) Hitchc. & Chase
- Andropogon aromaticus Roxb. ex Schult., nom. inval.
- Andropogon muricatus Retz.
- Andropogon nardus Blanco, nom. illeg.
- Andropogon odoratus Steud., nom. inval.
- Andropogon zizanioides (L.) Urb.
- Chamaeraphis muricata (Retz.) Merr.
- Holcus zizanioides (L.) Stuck.
- Oplismenus abortivus Roem. & Schult., nom. inval.
- Phalaris zizanioides L., 1771 basionym — Канареечник цицаниевидный
- Rhaphis muricata (Retz.) Steud., nom. inval.
- Rhaphis zizanioides (L.) Roberty
- Sorghum zizanioides (L.) Kuntze
- Vetiveria arundinacea Griseb.
- Vetiveria muricata (Retz.) Griseb.
- Vetiveria odorata Virey — Ветиверия душистая
- Vetiveria odoratissima Lem.-Lis.
- Vetiveria zizanioides (L.) Nash — Ветиверия цицаниевидная

### Комментарии
1. ↑  В источнике допущена опечатка, поскольку род растений Andropógon в русском языке называется Бородачевник, а не Бородавочник.